# Resultados do Carnaval de Vitória em 2006
Esta página contém sobre os resultados do Carnaval de Vitória no ano de 2006.

## Grupo Especial
A Unidos de Jucutuquara sagrou-se campeã ao fim da apuração das notas. Este é o quarto título da agremiação. As escolas de samba Pega no Samba e Unidos da Piedade foram rebaixadas de grupo para o próximo carnaval.
| Legenda: Campeã Rebaixada |

| Col. | Escola                    | Enredo | Pontos |
| ---- | ------------------------- | --- | ------ |
| 1    | Jucutuquara               | Os tambores da Jucutuquara soam na terra dos Botocudos. Linhares, a joia do Rio Doce                                                    | 199,2  |
| 2    | Mocidade Unida da Glória  | Quente como o inferno. Puro como um anjo. Doce como o amor… Quem vai provar? Quem vai querer? Eu sou o café e o meu banquete é pra você | 198,5  |
| 3    | Independente de Boa Vista | Cariacica, eu sou daqui. Do índio antropofágico, ao híbrido cultural, ao longo de nossa história, caminho sempre para um futuro melhor  | 194,5  |
| 4    | Novo Império              | Meio Século de história, a Novo Império canta histórias                                                                                 | 192,7  |
| 5    | Andaraí                   | Na folia da vida e na folia… Todo louco tem sua magia                                                                                   | 170,6  |
| 6    | Pega no Samba             | Carinhosamente Princesa do Sul | 169,5  |
| 7    | Piedade                   | Nos braços da Piedade. Colatina, a terra do sol poente conta a saga do seu povo no Vale do Rio Doce                                     | 167,8  |

## Grupo de acesso
| Legenda: Promovida |

| Col. | Escola               | Enredo                                                  | Pontos |
| ---- | -------------------- | ------------------------------------------------------- | ------ |
| 1    | Unidos de Barreiros  | Barreiros canta a cultura das terras de Aracruz         | 197,4  |
| 2    | Rosas de Ouro        | Eu sou Afro-serrano, sou cultura, sou raiz              | 181,9  |
| 3    | Chegou O Que Faltava | O papel nosso de cada dia, hoje é a nossa fantasia      | 154    |
| 4    | Imperatriz do Forte  | Lendas, Mistérios e Magias. O furdúncio da Imperatriz   | 147    |
| 5    | Tradição Serrana     | Na Era do reciclável, nada mais é descartável           | 137    |
| 6    | São Torquato         | Do cio da terra nasce o trigo. A semente da civilização | 74     |